# Cooliris
Cooliris, voorheen bekend als PicLens, was een webbrowser-extensie gemaakt door Cooliris, Inc. Het ondersteunde interactieve full-screen slideshows van afbeeldingen en video's. Cooliris was compatibel met Safari, Firefox (en andere Mozilla-compatibele webbrowsers), Google Chrome en Internet Explorer.
Cooliris, Inc. werd overgenomen door Yahoo!.

## Details
Cooliris ondersteunde volgende websites: door Google, Yahoo!, Ask.com, Live Search, AOL, Flickr, Photobucket, Picasa, Fotki, FotoTime, deviantART, SmugMug, Facebook, MySpace, Bebo, hi5, Friendster en YouTube. Ook had Cooliris ondersteuning voor RSS-feeds.
Een afbeelding kon met Cooliris geopend worden wanneer er in de linkeronderhoek een icoontje werd getoond wanneer er met de muis over de afbeelding bewogen werd. Als dat icoontje werd aangeklikt, opende er een full-screen scherm waarbij het eenvoudig navigeren was tussen verschillende foto's en video's. Er bestond echter geen mogelijkheid om ze via deze weg op de pc op te slaan.
Cooliris was beschikbaar voor Windows, Mac en Linux.